# Женьцю
Женьцю (кит. спр. 任丘市, піньїнь: Rènqiū Shì) — місто-повіт в центральнокитайській провінції Хебей, складова міста Цанчжоу.

## Географія
Женьцю розташовується на півночі префектури, лежить на Великій Китайській рівнині.

### Клімат
Місто знаходиться у зоні, котра характеризується вологим субтропічним кліматом. Найтепліший місяць — липень із середньою температурою 26.9 °C (80.4 °F). Найхолодніший місяць — січень, із середньою температурою -3.1 °С (26.4 °F).
| Клімат Женьцю           | Клімат Женьцю | Клімат Женьцю | Клімат Женьцю | Клімат Женьцю | Клімат Женьцю | Клімат Женьцю | Клімат Женьцю | Клімат Женьцю | Клімат Женьцю | Клімат Женьцю | Клімат Женьцю | Клімат Женьцю | Клімат Женьцю |
| Показник                | Січ.          | Лют.          | Бер.          | Квіт.         | Трав.         | Черв.         | Лип.          | Серп.         | Вер.          | Жовт.         | Лист.         | Груд.         | Рік           |
| Середня температура, °C | −3,1          | −0,7          | 6,4           | 14,4          | 20,7          | 25,4          | 26,9          | 25,7          | 20,9          | 14,3          | 5,9           | −1            | 13            |
| Норма опадів, мм        | 2.5           | 5.7           | 7.4           | 21.3          | 30.6          | 64.7          | 179.4         | 166.6         | 42.7          | 22.8          | 10.2          | 3.7           | 557.6         |
| Днів з опадами          | 1,7           | 2,9           | 3,1           | 5             | 5,2           | 8,1           | 13,9          | 11,8          | 7,3           | 5,8           | 4,7           | 1,9           | 71,4          |
| Вологість повітря, %    | 52.3          | 52.9          | 52            | 50.8          | 54.4          | 59.2          | 75.5          | 78.1          | 69.4          | 66.2          | 62.6          | 57.8          | 60.9          |
| ----------------------- | ------------- | ------------- | ------------- | ------------- | ------------- | ------------- | ------------- | ------------- | ------------- | ------------- | ------------- | ------------- | ------------- |
| Джерело: Weatherbase    |               |               |               |               |               |               |               |               |               |               |               |               |               |